# Сербский фрайкор
Сербский фрайкор (нем. Serbische Freikorps; серб. фрајкори) ― добровольческое ополчение, сформированное властями Габсбургской монархии для борьбы с войсками Османской империи во время Австро-турецкой войны 1787—1791 гг. Восстание в санджаке Смедерево и операции ополченцев и австрийской армии привели к установлению власти Австрии над некоторыми районами Сербии с 1788 по 1792 год. Фрайкор был первым опытом создания военизированных групп своего рода, которые затем приняли участие в Первом сербском восстании.

## История
Сербский фрайкор из 5000 солдат был образован в Банате (конкретнее ― в Банатской Краине, пограничном регионе). Состоял из беженцев, которые покинули территорию Османской империи из-за различного рода гонений. Целью его борьбы было освобождение Сербии и её объединение под властью Габсбургов. Главным командиром формирования был австрийский майор Михайло Михайльевич. По всей австрийско-османской границе действовало несколько фрайкоров. Фрайкор Михайльевича, самый примечательный из них, действовал от Шумадии до Подринже. На реке Морава вёл боевые действия фрайкор Брайничево, в Хорватии ― отряд Св. Георгия. В Боснии подобные формирования назывались «серессанерами». В то же время действовали формирования ополченцев Козара и Просара, образованные в Боснии в 1788 году и состоявшие из 1000 бойцов каждый.
Среди добровольцев были такие известные военачальники, как Алекса Ненадович, Карагеоргий, Станко Арамбашич, Радич Петрович и другие. Самым выдающимся из всех них был Коча Анджелкович. Православное духовенство в Сербии также выступило с поддержкой восстания.
Добровольцы Анджелковича быстро взяли города Паланка и Баточина, напали на Крагуевац и достигли дороги на Константинополь, отрезав османскую армию от санджака Ниш и санджака Видин.
Австрийцы использовали силы корпусов в двух неудачных попытках захватить Белград, в конце 1787 года и в начале 1788 года.

## Организация
Согласно документу от 6 ноября 1789 года в состав фрайкора входил 1 эскадрон гусар, 18 рот стрелков и 4 роты мушкетёров, что в общей сложности даёт 5 049 солдат.

## После австро-турецкой войны
В 1793 году австрийцы создали новый добровольческий корпус на границе, в который входили сербы и боснийцы.

## Наследие
Накануне Первого сербского восстания, в Ужице были созданы добровольческие отряды под названием frajkori, которые имели задачу по проведению диверсий против османских войск.

## Известные бойцы фрайкора
- Михайло Михайльевич, майор
- Коча Анджелкович, капитан, †1789
- Алекса Ненадович
- Карагеоргий
- Станко Арамбашич